# 長谷川美貴
長谷川 美貴（はせがわ みき、1970年 - ）は、青山学院大学理工学部化学・生命科学科教授。理学博士。

## 概略
東京都生まれ。青山学院大学で学び、1998年に理学博士号を取得。青山学院大学助手、准教授を経て、2011年から同大教授に就任。

## 研究
金属錯体の発光や膜内での偏光発光、金属の光脱着などの研究をしている。レアアースの一種のプラセオジム金属と、一種の石鹸分子を化合させることで、「分子の織り成す偏光発光」を引き起こす素材開発に成功し、世界で初めてその仕組みを解明した。

## 賞
- 2011年 日本希土類学会奨励賞（足立賞）受賞[1]

## 書籍
- 「わかる化学シリーズ　無機化学」共著（斎藤勝裕, 長谷川美貴）、2005、東京化学同人
- 「わかる×わかった！物理化学」共著（齋藤勝裕・長谷川美貴）、2010、オーム社